# Zabójstwo Jovenela Moïse’a
Zabójstwa Jovenela Moïse’a dokonano 7 lipca 2021 roku. Prezydent Haiti Jovenel Moïse został zabity w swojej oficjalnej rezydencji w Pétionville, a jego żona Martine Moïse została ranna. Po zamachu p.o. premiera Claude Joseph ogłosił stan wyjątkowy. Zabójstwo Moïse’a wpisuje się w szerszy kontekst trwającego od 2019 roku kryzysu politycznego i kryzysu bezpieczeństwa w tym karaibskim kraju.

## Tło
Haiti jest karaibskim 11-milionowym państwem położonym na zachodniej części wyspy o tej samej nazwie, w którym ponad 60% ludności żyje poniżej progu ubóstwa. Najbiedniejszy kraj półkuli zachodniej przeżywał przez dekady liczne kryzysy polityczne i mierzył się z wysoką przestępczością. Sytuację kraju gwałtownie pogorszyło trzęsienie ziemi z 12 stycznia 2010 roku, w którym zginęło około 200 tysięcy osób. Kolejną katastrofą naturalną był huragan Matthew, który w październiku 2016 roku zabił 546 Haitańczyków i spowodował liczne straty materialne. W kolejnych latach doszło do nasilenia się przemocy gangów i pojawienia się powszechnego zjawiska porwań dla okupu. Najgorsza sytuacja zaczęła panować w stołecznym Port-au-Prince, gdzie wiele dzielnic stało się obszarami zamkniętymi.
Moïse został wybrany następcą prezydenta Michela Martelly’ego, który na mocy konstytucji nie mógł kandydować w wyborach prezydenckich w październiku 2015 roku. Według oficjalnych wyników Moïse otrzymał w pierwszej turze 33% głosów – więcej niż którykolwiek inny kandydat. Wyniki te zakwestionował Jude Célestin, który zajął drugie miejsce. Jego zwolennicy i wyborcy pozostałych kandydatów rozpoczęli protesty. Obowiązkową drugą turę wielokrotnie przekładano, co powodowało coraz gwałtowniejsze protesty. Wyniki wyborów ostatecznie unieważniono. Wraz z wygaśnięciem kadencji Martelly’ego parlament mianował w lutym 2016 roku Jocelerme’a Priverta pełniącym obowiązki prezydenta przed nowymi wyborami zaplanowanymi na listopad. W tych wyborach Moïse otrzymał 56% głosów, co wystarczyło, aby uniknąć drugiej tury. Moïse objął urząd 7 lutego 2017 roku.
Za kadencji Moïse’a niepokoje polityczne i przemoc na tle politycznym były częstym zjawiskiem. Podczas jego rządów doszło także do kilku gwałtownych protestów antyrządowych. Nowe wybory parlamentarne powinny były odbyć się w październiku 2019 roku, ale ze względu na spory polityczne nie zostały zorganizowane, wskutek czego Moïse rządził za pomocą dekretów prezydenckich. Haitańska opozycja twierdziła, że jego kadencja zakończyła się 7 lutego 2021 roku, a sam Moïse – że zakończy się w 2022 roku, gdyż rozpoczął ją dopiero w roku 2017. W stolicy Port-au-Prince doszło do masowych protestów, gdy na początku 2021 roku ludzie domagali się jego rezygnacji. Protesty częściowo były powiązane z działalnością innych partii politycznych i gangów, mający wyraźny wpływ na sytuację w kraju. W lutym 2021 roku Moïse poinformował o zatrzymaniu 23 spiskowców, którzy szykowali zamach stanu w celu obalenia władz kraju.

## Atak
7 lipca 2021 roku o 1:00 niezidentyfikowani bandyci zaatakowali rezydencję prezydenta w Pèlerin 5, dzielnicy Pétionville, miasta wchodzącego w skład stołecznej aglomeracji. Moïse został zamordowany 12 strzałami, w tym jednym w głowę, a na jego ciele widoczne były ślady przemocy, w tym wyłupione lewe oko, złamane ramię i kostka. Martine Moïse, pierwsza dama Haiti, została postrzelona, lecz przeżyła zamach, trafiła do szpitala, po czym została przetransportowana do Miami w Stanach Zjednoczonych na leczenie. W komunikacie prasowym wydanym później tego samego dnia przez pełniącego obowiązki prezydenta Claude'a Josepha atak przypisano „grupie niezidentyfikowanych osób, z których część mówiła po hiszpańsku”. Rząd Haiti określił przestępców jako świetnie wyszkolonych „zagranicznych najemników”.
Do ataku doszło zaledwie 24 godziny po mianowaniu przez Moïse’a nowego premiera, Ariela Henry'ego, który objął stanowisko szefa rządu i został wyznaczony do przygotowania wyborów prezydenckich, mających się odbyć w ciągu dwóch miesięcy.

## Śledztwo i obława
Natychmiast po zabójstwie prezydenta haitańska policja rozpoczęła poszukiwania podejrzanych. Większość operacji skupiała się na dwóch budynkach w Port-au-Prince. 9 lipca, dwa dni po ataku, w strzelaninie z haitańskimi siłami bezpieczeństwa zginęło trzech podejrzanych. W ciągu trzech dni po ataku aresztowano co najmniej 28 osób, w tym 23 Kolumbijczyków i dwóch Amerykanów pochodzenia haitańskiego. W kolejnych dniach trwała obława, podczas której wojsko, policja, a nawet cywile próbowali aresztować lub zabić podejrzanych. Komentatorzy obawiali się, że kraj może popaść w jeszcze głębszy stan anarchii niż dotychczas.
Według ambasadora Haiti w Waszyngtonie, Bocchita Edmonda, zabójcy Moïse’a, wchodząc do jego rezydencji, podali się za członków amerykańskiej Agencji do Walki z Narkotykami (DEA).
Jak stwierdził szef haitańskiej policji, Léon Charles, głównym podejrzanym o zlecenie zabójstwa jest doktor Christian Emmanuel Sanon, Amerykanin pochodzenia haitańskiego, któremu postawiono zarzuty przemytu. Według szefa policji Sanon zatrudnił większość uczestników ataku na rezydencję prezydenta za pośrednictwem firmy CTU z siedzibą w Miami, prowadzonej przez obywatela Wenezueli Tony’ego Intriago. Charles dodał, że Sanon był pierwszą osobą, do której zadzwonił jeden z kolumbijskich najemników, gdy rozpoczęła się policyjna obława. W haitańskiej posiadłości doktora znaleziono broń, amunicję i czapkę DEA.
2 czerwca 2023 roku sąd na Florydzie skazał chilijsko-haitańskiego przedsiębiorcę Rodolphe’a Jaara na dożywocie za zlecenie zabójstwa prezydenta. 5 grudnia Joseph Vincent, były informator DEA, oświadczył w sądzie, że brał udział w morderstwie Moïse’a. Vincent został czwartym spośród oskarżonych w sprawie zabójstwa prezydenta skazanym na dożywocie. 19 grudnia były haitański senator John Joel Joseph również otrzymał karę dożywotniego pozbawienia wolności za udział w zabójstwie Moïse’a.

## Skutki
Rząd Haiti po ataku tymczasowo zamknął międzynarodowy port lotniczy Toussaint Louverture w Port-au-Prince. Do zbadania sprawy zaangażowano policję i wojsko. Premier Claude Joseph, jako tymczasowy premier i prezydent, ogłosił stan wyjątkowy i wezwał do zachowania spokoju.
Atak potępiły liczne państwa świata, między innymi Francja, Stany Zjednoczone, Kolumbia i Chile, przy czym kraje te wyraziły zaniepokojenie przyszłą stabilnością Haiti. Organizacje ponadnarodowe, takie jak Organizacja Narodów Zjednoczonych i Organizacja Państw Amerykańskich, również potępiły zabójstwo prezydenta.